# Liga Femenina de Fútbol Playa de España 2019
La Liga Femenina de Fútbol Playa de España 2019 es la edición del año 2019 del torneo femenino de Primera División del campeonato español de fútbol playa. Está organizado por la Real Federación Española de Fútbol.

## Clasificación
| Pos | Club                           | Pts | J | G | E | P | F  | C  | GD  |
| --- | ------------------------------ | --- | - | - | - | - | -- | -- | --- |
| 1   | AIS Playas San Javier Féminas  | 19  | 7 | 6 | 1 | 0 | 30 | 11 | 19  |
| 2   | Madrid CFF                     | 14  | 7 | 4 | 2 | 1 | 36 | 21 | 15  |
| 3   | Recreativo Huelva FP Féminas   | 12  | 7 | 3 | 3 | 1 | 26 | 18 | 8   |
| 4   | CD Higicontrol Melilla Féminas | 10  | 7 | 3 | 1 | 3 | 24 | 20 | 4   |
| 5   | Club Platja Roses Féminas      | 9   | 7 | 3 | 0 | 4 | 19 | 23 | -4  |
| 6   | C.F.P Cáceres                  | 7   | 7 | 2 | 1 | 4 | 15 | 27 | -12 |
| 7   | Fundación Terrasa 1906 Féminas | 6   | 7 | 2 | 0 | 5 | 21 | 23 | -2  |
| 8   | Bala Azul C.D. Féminas         | 3   | 7 | 1 | 0 | 6 | 15 | 43 | -28 |